# Philologica
Philologica — российский двуязычный журнал по русской и теоретической филологии. Издается в Москве с 1994 г.

## О журнале
Журнал был основан в 1994 г. М. И. Шапиром и И. А. Пильщиковым. В настоящее время выходит в электронном виде под редакцией А. С. Белоусовой и В. С. Полиловой. В журнале публикуются работы любого жанра и объёма по самому широкому спектру гуманитарных проблем. Специфика издания состоит в том, что вопросы культуры рассматриваются в нём sub specie philologiae. Выходит нерегулярно. В 2014 г. был опубликован 10-й том журнала (24-й номер).

## Архив номеров
Архив номеров журнала доступен на его сайте http://www.rvb.ru/philologica/00rus/00rus_contents.htm Архивная копия от 2 апреля 2014 на Wayback Machine

## Редакция
Издавался под редакцией И. А. Пильщикова и М. И. Шапира (1994—2006), А. С. Белоусовой и И. А. Пильщикова (2007—2013). С 2013 г. выходит под редакцией
А. С. Белоусовой и В. С. Полиловой. 

Члены редакции: М. В. Акимова, С. Г. Болотов, С. Ю. Бочавер, К. А. Головастиков, М. А. Дзюбенко, А. А. Добрицын, Т. М. Левина, Джозеф Пешио, И. А. Пильщиков.

## Редакционный совет
- член-корр. РАН В. Е. Багно (С.-Петербург)
- член-корр. РАН В. А. Виноградов (Москва)
- Стефано Гардзонио (Пиза, Италия)
- д.фил.н. И. Г. Добродомов (Москва)
- д.фил.н. А. А. Илюшин(Москва)[3]
- акад. Н. Н. Казанский (С.-Петербург)
- Джон Э. Мальмстад (Кембридж, США)
- член-корр. РАН Т. М. Николаева (Москва, до 2015 года)
- Джозеф М. Эндрю (Кил, Великобритания)

## Члены редакционного совета в 1994—2012 гг
- Джеймс Бейли (Мэдисон, США), 1994—1997

- М. Л. Гаспаров (Москва), 1994—2005

- В. А. Дыбо (Москва), 1994—1996

- Вяч. Вс. Иванов (Москва / Лос-Анджелес), 1997—2006

- А. Д. Михайлов (Москва), 2006—2009

- А. М. Пятигорский (Лондон), 1994—2000

- Омри Ронен (Энн Арбор, США), 2001—2012

- С. А. Старостин (Москва), 2001—2005

- Ю. С. Степанов (Москва), 1994—2003

- Л. С. Флейшман (Стэнфорд, США), 1994—2006

## Книжная серия «Philologica russica et speculativa»
«Philologica russica et speculativa» — это серия научных изданий журнала «Philologica».
Вышло шесть томов серии: 

- Шапир М. И., Universum versus: Язык — стих — смысл в русской поэзии XVIII—XX веков, Москва: Языки русской культуры, 2000, кн. 1. VIII, 536 c. (Philologica russica et speculativa; T. I).

- Пушкин А. С., Тень Баркова: Тексты; Комментарии; Экскурсы, Издание подготовили И. А. Пильщиков и М. И. Шапир, Москва: Языки славянской культуры, 2002, 497 c. (Philologica russica et speculativa; T. II).

- Пильщиков И. А., Батюшков и литература Италии: Филологические разыскания, Под редакцией М. И. Шапира, Москва: Языки славянской культуры, 2003, 314 с. (Philologica russica et speculativa; T. III).

- Пеньковский А. Б., Загадки пушкинского текста и словаря: Опыт филологической герменевтики, Под редакцией И. А. Пильщикова и М. И. Шапира, Москва: Языки славянских культур, 2005, 315 с. (Philologica russica et speculativa; T. IV).

- Ярхо Б. И., Методология точного литературоведения: Избранные труды по теории литературы, Издание подготовили М. В. Акимова, И. А. Пильщиков и М. И. Шапир, Под общей редакцией М. И. Шапира, Москва: Языки славянских культур, 2006, XXXII, 927 с. (Philologica russica et speculativa; T. V).

- Добродомов И. Г., Пильщиков И. А., Лексика и фразеология «Евгения Онегина»: Герменевтические очерки, Москва: Языки славянских культур, 2008, 312 с. (Philologica russica et speculativa; T. VI).

Также в редакции журнала были подготовлены книги, вышедшие в серии «Классики отечественной филологии»: 

- Шапир М. И., Статьи о Пушкине, Составитель Т. М. Левина, Общая редакция И. А. Пильщикова, Москва: Языки славянских культур, 2009.

- Пеньковский А. Б., Исследования поэтического языка пушкинской эпохи, Под общей редакцией И. А. Пильщикова, Москва: Знак, 2012.